# Théo Klein (1913-2007)
Pour les articles homonymes, voir Théo Klein et Klein.
Ne pas confondre avec Théo Klein (1920-2020), avocat franco-israélien, ancien président du Conseil représentatif des institutions juives de France (CRIF).
Naphtali Théodore « Théo » Klein  est un rabbin et professeur de physique-chimie franco-israélien (Paris, 22 juin 1913 - Jérusalem,  22 mai 2007).
Il a été l'un des dirigeants importants de la communauté juive de France au XXe siècle.

## Biographie

### Jeunesse
Théo Klein naît le 22 juin 1913 à Paris, dans une famille juive pratiquante originaire d'Alsace. Durant son enfance, il fréquente assidûment la Synagogue Adas Yereim, une synagogue orthodoxe non-consistoriale attachée à la Communauté Israélite de la Stricte Observance de la rue Cadet. Lors du déménagement de sa famille à Strasbourg en 1928, il s’attache à la communauté orthodoxe Etz Hayim, dirigée alors par son oncle, le rabbin Robert Brunschwig (1888-1944).
Sous l’influence du rabbin Brunschwig, il adhère au mouvement de jeunesse Yechouroun, émanation de la néo-orthodoxie allemande initiée par Samson Raphael Hirsch, dont la devise Torah im Derekh Eretz (en), prône une harmonie entre la stricte adhésion aux prescriptions de la Loi juive et la vie dans la Cité. Désireux de mettre ces préceptes en pratique, il étudie les sciences et est nommé professeur de physique-chimie en 1938 à Colmar, où il enseigne pendant un an.

### Les années de guerre
Mobilisé en 1939 comme officier de réserve, il est démobilisé après l’Armistice du 22 juin 1940 et s’installe à Limoges où il enseigne les mathématiques à l’ORT et au Petit Séminaire Israélite de Limoges (PSIL) dirigé par le Grand Rabbin Abraham Deutsch. Il s’occupe en outre, avec Jacques « Bô » Cohn, Marc Breuer et son frère Paul (connu plus tard sous le nom de Moché Catane), de la restructuration du mouvement Yechouroun, organisant des cours de judaïsme par correspondance et des camps de vacances, à Montentin (Haute-Vienne) en 1941 et à Ussac (Corrèze) en 1942. Par ailleurs, et afin d’en assurer une meilleure transmission, il entreprend l’étude systématique et quotidienne du Talmud, qu’il terminera dans sa totalité quelques décennies plus tard.
En 1943, il se fiance avec Edith Orner, qu'il épouse deux ans plus tard. Il perd durant la Shoah deux sœurs, Madeleine Elbogen et Claire Klein, déportées et assassinées à Auschwitz, un frère, Henri Klein, fusillé en 1944 et son beau-frère André Elbogen, fusillé en 1944.

### Après la guerre
Après la Libération, Théo Klein retourne à son poste à Colmar, s'occupant aussi, avec son épouse, de la jeunesse juive de la ville, multipliant les cours et continuant à diriger Yechouroun. En 1965, il est muté à Strasbourg au Lycée Fustel de Coulanges. Il enseigne également à l’école juive Aquiba et, à titre bénévole, à la Yechiva Eshel. 
Les époux Klein se mobilisent fortement en faveur des communautés juives françaises et israéliennes : collecte de dons, matériel médical ou paramédical, couvertures et vêtements pour la population défavorisée de Netivot, pour l’association caritative israélienne Yad Sarah. pour les personnes malades, âgées ou handicapées en Israël, organisation de colonies d'été, séminaires (« camps idéologiques ») où de nombreux rabbins sont invités à participer activement etc.
Nommé président de la communauté juive Minyan Ami de la rue Silbermann où il donne des cours, célèbre les offices de prière et lit la Torah, il poursuit avec son épouse son travail d'animation et de transmission à la tête de Yechouroun jusqu'aux années 1970, avant de transmettre la relève à Henri et Liliane Ackermann. Son action lui vaut de nombreux hommages, notamment de Gilles Bernheim lors de son discours d'investiture au Grand Rabbinat de France, le dimanche 1er février 2009.

### Dernières années
En 1989, Théo Klein s’installe avec son épouse à Jérusalem. Il continue à étudier le Talmud, à l’enseigner et à mener son action socio-communautaire. 
Fort affecté par le décès de son épouse Édith, le 23 janvier 2006, il s’éteint le 22 mai 2007, veille de Chavouot. Il est enterré le jour même près de sa mère, au cimetière de Yessodoth, en Israël. 

## Distinctions
- Médaille d'honneur de la Jeunesse et des Sports
- Chevalier de l'Ordre des Palmes académiques